# Джиньфенгоптерикс
Джиньфенгопте́рикс (лат. Jinfengopteryx) — род тероподовых динозавров из семейства троодонтид, живших в раннем меловом периоде и обитавших на территории современного Китая. Относится к кладе манирапторов.

## Описание
Найден в 2004 году в провинции Хэбэй, КНР. Описан в 2005 году. Наименование образовано от названия птицы из фольклора Китая и греческого «πτερυξ» — «крыло».
Длина — 55 см. Жил в раннем меловом периоде, около 122 млн лет назад. Остатки сохранили множество отпечатков перьев — на шее, теле, бедрах и верхней части ног; также сохранились длинные хвостовые перья с лопастями, которые становятся все длиннее в дистальном направлении (от тела), но на костях ноги не было маховых перьев, которые имелись у других троодонтид, например у анхиорниса, отсюда выводится, что он не планировал с дерева на дерево, тем не менее, исследование летных возможностей 2020 года паравесов показывает, что джиньфенгоптерикс тесно связан с другими летающими нептичьими тероподами, такими как микрораптор и рахонавис.
Среди остатков были найдены семена, что свидетельствует о том, что он мог быть растительноядным.